# 自适应光学

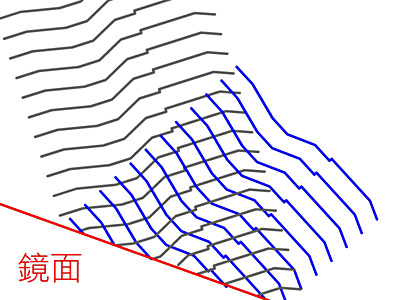
調適光學的說明：空氣會因溫度、流動或密度不同而有不同的折射率，使穿越大氣層的光線（灰色）扭曲；而一般鏡面（紅色）無法修正，反射出的也是變形的影像（藍色）。

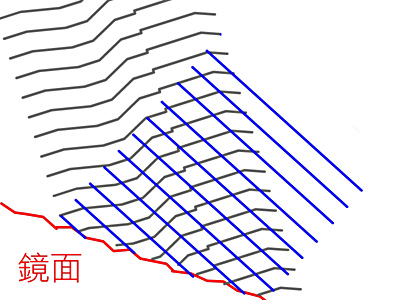
有調適光學技術的鏡面可以改變細部的反射，將變形修正回來。因為入射光的變形是不斷改變的，因此適應光學的可調鏡面也要不斷動作。

自适应光学，又稱调适光學，是一項改進光學系統性能的技術，使用可变形的镜面，矫正大气抖动引起的光波前畸变，以改善成像的品質。自适应光学的概念和原理最早是在1953年由海尔天文台的胡瑞斯·拜勃库克（Horace Babcock）提出的，但是超越了当时的技术水平所能达到的极限，只有美国军方在星球大战计划中秘密研发这项技术。冷战结束后，1991年5月，美国军方将自适应光学的研究资料解密，计算机和光学技术也足够发达，自适应光学技术才得以广泛应用。配备自适应光学系统的望远镜能够克服大气抖动对成像带来的影响，将空间分辨率显著提高大约一个数量级，达到或接近其理论上的衍射极限。第一台安装自适应光学系统的大型天文望远镜是欧洲南方天文台在智利建造的3.6米口径的新技术望远镜。目前越来越多的大型地面光学/红外望远镜都安装了这一系统，比如位于夏威夷莫纳克亚山的8米口径双子望远镜、3.6米口径的加拿大-法国-夏威夷望远镜、10米口径的凯克望远镜、8米口径的日本昴星团望远镜等等。自适应光学已经逐步成为各大天文台所广泛使用的技术，並为下一代更大口径的望远镜的建造开辟了道路。

## 自适应光学的原理
自适应光学的目的是修复大气湍流等因素对光波波前的扭曲。自适应光学首先要检测波前扭曲情况，然后通过安装在望远镜焦面后方的一块小型的可变形镜面对波前实时进行矫正。可变形镜面后安装有促动器。自适应光学与主动光学不同，后者通过改变主镜的形状调整因重力形变等因素造成的像质扭曲，前者用于补偿大气湍流带来的影响。目前安装在口径8米左右的地面大型光学天文望远镜上的可变形镜面尺寸为8到20厘米，促动器数量为数百个到数千个不等，每次调整要在0.5到1毫秒的时间内完成，否则大气抖动将造成波前扭曲情况发生改变。
自适应光学需要以很高的频率调整镜面形状，因而可变形镜面尺寸一般比较小，对材料的要求很高。曾发生过变形镜无法承受高频调整而碎裂的事故。此外，还要求促动器的数量足够多，由此还会带来成本提高、运算量过大等一系列问题。目前，天文望远镜上的自适应光学更多用于红外观测，而非可见光观测。可见光波段的自适应光学已经广泛用于侦察卫星的小口径望远镜上。

## 导星
探测波前扭曲的传感器一般采用夏克-哈特曼波前传感器，由于读出速度达到每秒数百次到上千次，因此需要借助观测目标附近一颗足够亮的导星（通常要求亮于15等）来探测实际的波前扭曲。当观测对象足够亮时，本身可以作为一颗导星，比如太阳望远镜上的自适应光学系统。但是夜间使用的望远镜并非总能在观测目标附近的天区找到足够亮的导星，如果导星距离目标星太远，两个方向上波前扭曲并不相同，会令像质严重变差。解决办法是使用激光人工制造出一颗导星，称为激光导星。原因是地球大气层中高度为90千米左右中间层，有一层稀薄的钠原子。这些原子受到激发，能够发射波长为589纳米的钠黄光，可以用作导星。这样就能在离目标星很近的地方用激光制造一颗导星。但这需要大功率、高性能的激光器，耗费大量的电力。
由于人工导星的路径和目标星的光线路径并不重合，大气湍动造成的相位扭曲并不完全相同。解决办法是制造多颗人工导星，这称为激光层析自适应光学。计划安装在双子望远镜上的多重共轭自适应光学系统将制造5颗人工引导星。同时为了得到矫正较大的视场，可以应用多块变形镜，共轭在不同的高度。这被称为多共轭自适应光学系统，如三十米望远镜项目采用了两个变形镜，分别共轭在地面和11公里高空，以及6束激光导星。
激光导星的广泛使用也带来了一系列的问题，如对过路的飞机、卫星带来隐患，大功率激光器的长时间运转开支过大，相互之间距离太近彼此干扰等等。为此，人们在夏威夷的莫纳克亚山上开发了激光管制系统。当有飞机或者卫星经过时，激光器就暂时关闭。

## 其他用途
- 波音公司的YAL-1機載雷射系統，是使用自適應光學技術的空中雷射武器載具。
- 自適應光學也可以應用在人眼視網膜成像上[4][5]。